# 弗拉基米爾·科曼
弗拉基米爾·科曼 （Vladimir Koman，1989年3月16日—）是一位匈牙利足球運動員。目前他被意甲球隊于匈甲球隊凯伦SC外借到巴里。他在2007年4月7日實現了自己的首次意甲上場。科曼也參加了2009年的世青賽，并且在6場比賽中打進5球，是本次賽季排行第二的射手。